# Liceo Louis-le-Grand
El liceo Louis-le-Grand está situado en la calle Saint-Jacques, en el V distrito de París, en el centro del Barrio Latino. Está instalado en los locales del antiguo collège de Clermont, fundado por los jesuitas.
Está rodeado por otros prestigiosos edificios, como el Collège de France, la Sorbona o el Panteón de París. Al igual que el muy cercano liceo Henri IV, es famoso tanto a nivel de la enseñanza secundaria como a nivel de sus clases preparatorias científicas, literarias o comerciales en las que se observa un alto porcentaje de acceso a las Grandes Escuelas como la École polytechnique, la École Centrale, la Escuela Normal Superior, o la Escuela de Estudios Superiores de Comercio (HEC).

## Historia

### El colegio de los jesuitas

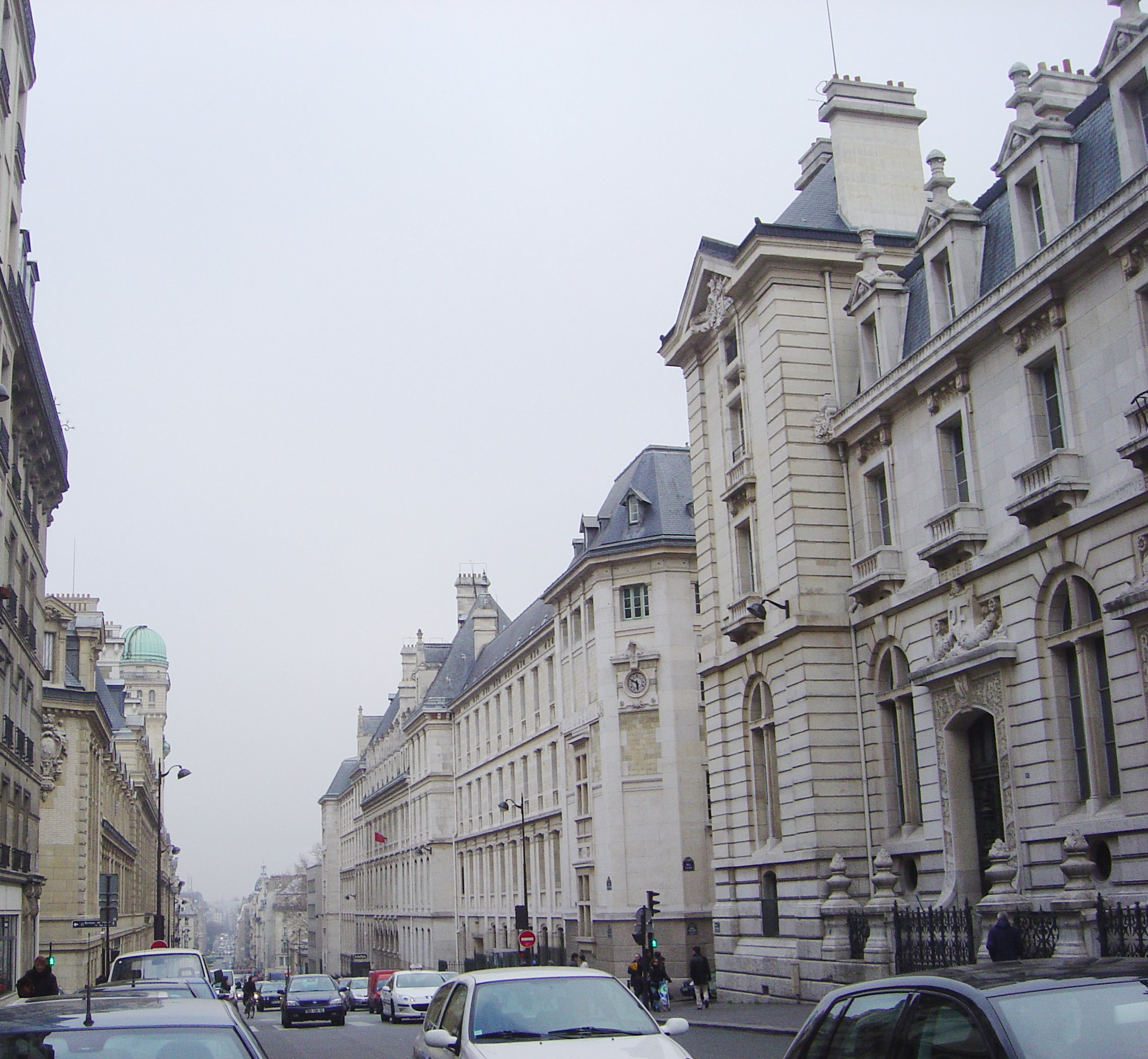
El liceo Louis-le-Grand, en la calle Saint-Jacques, segundo edificio a la derecha de la calle (el primer edificio a la derecha es la Facultad de Derecho, a la izquierda, la Sorbona).

En 1560 Guillaume du Prat, obispo de Clermont, lega a los jesuitas 6000 libras para la adquisición de un alojamiento definitivo y una renta destinada a asegurar la subsistencia de seis «pobres escolares». Los jesuitas, pues, compran en 1563 la Cour de Langres, un importante palacete situado en la rue Saint-Jacques. Este antiguo palacete será la célula inicial del Colegio de la Sociedad de Jesús. Tolerado por la Sorbona, aunque sin autorización oficial, este centro abre sus puertas el 1 de octubre de 1563. El éxito es inmediato y supera todas las previsiones, ya que reciben un extraordinario número de alumnos, hasta el punto de que es necesario ampliar el colegio. Para ello se compran y se añaden una serie de casas en la rue Saint-Jacques. Pero el Collegium Societatis Jesu, más conocido como «Collège de Clermont», encuentra obstáculos desde el momento de su creación.
En efecto, de un modo original y sorprendente para su época, el nuevo colegio decide dar a sus externos una enseñanza gratuita. El efecto es inmediato: se acusa a los jesuitas de vaciar los colegios de la Universidad de París. A partir de 1564, el Rector de la Sorbona Jean Prévot prohíbe a los jesuitas la reapertura del colegio, y se entabla un proceso del que se hablará en todo el reino. Mientras esperan una sentencia que se retrasa, se autoriza provisionalmente a los jesuitas a enseñar; esta provisionalidad durará treinta años y permitirá al Collège de Clermont destacar cada vez más.
Sin embargo, en 1594, el rey Enrique IV sufrió un atentado: una cuchillada de Jean Châtel, del que pronto se supo que estudió en el Collège de Clermont. Pese a las protestas del propio Jean Châtel, se acusa a la Compañía de Jesús de estar detrás de este atentado porque un intelectual jesuita justificaba el regicidio. Se les expulsa, se les requisa el colegio, y se subastan sus bienes y mobiliario. Nueve años después, el rey permitirá el regreso a Francia de los jesuitas. En 1606, recuperan su colegio de la rue Saint-Jacques, pero no se les permite enseñar. Poco después serán autorizados a impartir un curso de teología semanal. Finalmente, el 20 de agosto de 1610 se autoriza al Collège de Clermont, por medio de cartas patentes, para que pueda impartir todo tipo de enseñanzas.
De nuevo las protestas de la Universidad de París ante el Parlamento de París hacen que este prohíba a los jesuitas enseñar en París el 22 de diciembre de 1611: hasta el 15 de febrero de 1618 no se autorizará, de acuerdo a las cartas patentes de 1610, la reapertura del colegio.
A partir de ese momento disfrutarán de la protección oficiosa del rey, con lo que el Collège de Clermont llega a su apogeo entre 1618 y 1682. En 1682, el Collège alcanza su máxima cota: el rey Luis XIV lo patrocina de modo oficial y la institución pasa a llamarse Collegium Ludovici Magni / Collège de Louis-le-Grand. A partir de ese momento, a pesar de no haber sido nunca aprobado por la Sorbona, proporciona una enseñanza de prestigio a 3000 alumnos.

### Sede de la Universidad
1762 fue el año en que el Parlamento de París y la Sorbona vencieron al Collège Louis-le-Grand. Tras la quiebra del padre Lavalette, los jesuitas quedaron como responsables de las deudas de Lavalette y cometieron el error de llevar el asunto ante el Parlamento de París. El 3 de mayo de 1762, se conminó al Collège de Louis-le-Grand a que despidiera a profesores y estudiantes. Se expulsa a los jesuitas y, el 21 de noviembre de 1763, se consagró a Louis-le-Grand como sede de la Universidad de París.
El rey Luis XV se convierte en el segundo fundador del colegio: se autoriza a la institución a incluir las armas reales en su emblema: fondo azul con tres flores de lis doradas. Sobre la puerta principal se esculpen las efigies de los reyes Luis XIV y Luis XV.
A pesar de compartir con el rector los amplios locales de la rue Saint-Jacques, el nuevo director decide desarrollar una auténtica revolución pedagógica que reabrirá de nuevo la guerra con la Universidad. En 1766, instituye la oposición a cátedras, que se prueba entre octubre y diciembre. Louis-le-Grand, dando un paso más, organiza en los locales del colegio real una Escuela Normal para preparar la oposición a cátedras (por esa razón, antes de instalarse en la rue de Ulm, la Escuela Normal Superior funcionó durante más de ochenta años en Louis-le-Grand).
Herida por este nuevo atentado contra sus seculares privilegios, la Universidad de París se enzarzó en una disputa durante doce años, hasta que renuncia en 1778. Durante esa época, el colegio supera con éxito todas las campañas desencadenadas contra él ante la opinión pública; el número de becarios pasa de 465 en 1781, a 494 en 1788, y 550 en 1789. En esa época, los alumnos permanecen en el colegio durante todo su período de estudios: tras el bachillerato, pueden optar por preparar las cátedras, los estudios de medicina, derecho o teología.
Así, el joven Robespierre, que entró como becario a los once años, dejó el colegio a los 23, con su título de abogado y recompensado por sus brillantes estudios con un premio extraordinario de 600 libras.

### El liceo a partir de 1790
En 1790, el fervor patriótico llega a los becarios. 150 de ellos acuden a las fronteras de la "patria en peligro". Entre 1792 y 1794, una parte de los locales del colegio (al que se ha rebautizado como Collège Égalité) la ocupan 3.000 soldados, y más adelante se transformará en cárcel política para las víctimas del Terror que esperan la guillotina.
Desde los inicios de la Revolución francesa, se cierran todos los colegios de París salvo el Collège Égalité. En 1797, pasa a ser el Instituto central de los becarios y se reagrupa lo que queda de los cuarenta colegios parisinos del Antiguo Régimen.
En 1801, siguiendo los pasos de Luis XIV, Luis XV y Luis XVI, el primer cónsul, Napoleón Bonaparte, visita el centro, al que se llamaba normalmente desde 1800, el Collège de París. En 1802, a propuesta del ministro del interior Jean-Antoine Chaptal, el centro recibe el nombre de "liceo de París". Fue el primer centro que recibió en Francia el título de liceo, pasa a ser en 1805, el "Liceo Imperial".
A partir de ese momento, los nombres cambiarán siguiendo el ritmo de la historia del país: liceo Louis-le-Grand durante la primera Restauración, vuelve a ser colegio real de Louis-le-Grand durante la segunda Restauración. La preposición que parecía otorgar la propiedad del Colegio a Luis XIV desaparece en 1831.
Las jornadas de 1848 hacen que desaparezca el adjetivo real y que vuelva a denominarse liceo. Durante poco tiempo, alumnos y profesores solicitan a la República que llame a su centro liceo nacional. No son atendidos y el centro pasa a llamarse liceo Descartes.
Sin embargo, a partir 1849 un decreto ministerial restablece su antiguo nombre: liceo Louis-le-Grand. El Segundo Imperio Francés aportará su toque personal y llamará al centro liceo imperial Louis-le-Grand. Rebautizado por el ayuntamiento, de 1870 a 1873 como lycée Descartes, el centro de la calle Saint-Jacques pasa a ser, de modo definitivo, liceo Louis-le-Grand en marzo de 1873.

## El liceo en la actualidad
Desde los inicios del siglo XX, se llevan a cabo importantes reformas en Louis-le-Grand. El aspecto actual se debe a las últimas obras realizadas en 1995. Actualmente cuenta con unos 1800 alumnos (unos 850 en Secundaria y 950 en clases preparatorias). De estos últimos un 60 % preparan las científicas, un 25 % las literarias y un 15 % las comerciales.
Desde la creación del Concurso general que desde 1744 premia cada año a los mejores alumnos de Francia en diversas categorías, Louis-le-Grand ha tenido siempre muy buenos resultados. Por ejemplo, Charles Baudelaire destacó en su composición de versos latinos.

## Exalumnos célebres
Personalidades políticas
| - Pierre Bourdieu - Robert Brasillach - Aimé Césaire - Jacques Chirac - Michel Debré - Régis Debray - Paul Deschanel - Camille Desmoulins - Laurent Fabius - Valéry Giscard d'Estaing - Jean Jaurès - Alain Juppé | - Pierre Messmer - Alexandre Millerand - Nicolás I de Montenegro - Alain Poher - Raymond Poincaré - Georges Pompidou - Maximilien de Robespierre - Michel Rocard - Louis Antoine Léon de Saint-Just - Jean Tiberi - Anne Robert Jacques Turgot |

Literatos y filósofos
| - Alain Badiou - Roland Barthes - Charles Baudelaire - Joseph Bédier - Alain de Benoist - Pierre Bourdieu - Michel Butor - René Clair - Cyrano de Bergerac - Paul Claudel | - Régis Debray - Jacques Derrida - Denis Diderot - Maurice Druon - Émile Durkheim - Alain Fournier - Théophile Gautier - Victor Hugo - Joseph Kessel - Valery Larbaud | - Bernard-Henri Lévy - Robert Merle - Maurice Merleau-Ponty - Molière - Charles Péguy - Romain Rolland - El marqués de Sade - Jean-Paul Sartre - Voltaire |

| Pintores - Pierre Bonnard - Edgar Degas - Eugène Delacroix - Théodore Géricault - Georges Méliès - Jacques Rigaut - Henri Rouart | Científicos - Alfred Binet - Évariste Galois - Jacques Hadamard - Charles Hermite - Pierre-Louis Lions - Paul Painlevé - Serge Haroche - Laurent Lafforgue - Henri Poincaré - Cédric Villani | Otros personajes - André Citroën - André Michelin - Cardenal de Retz - San Francisco de Sales |

## Profesores
- Émile Borel
- Jean Gaston Darboux*
- Henri Léon Lebesgue.